# Shahrestān di Chadegan
Lao shahrestān di Chadegan (farsi شهرستان چادگان) è uno dei 24 shahrestān della provincia di Esfahan, in Iran. Il capoluogo è Chadegan. Lo shahrestān è suddiviso in 2 circoscrizioni (bakhsh):
- Centrale (بخش مرکزی)
- Chenarood (بخش چنارود)